# Rein Sluik
Rein Sluik (Zaandam, 1950) is een Nederlands dj en televisieproducent.

## Levensloop
Sluik werd geboren in Zaandam. Hij ging naar de Middelbare detailhandelsschool in Amsterdam. In 1968 leerde hij tijdens een vakantie op Texel Henny Huisman kennen waarmee hij bevriend raakte. Hij ging in datzelfde jaar muziek draaien tijdens het Zaans 'multimediale' Popfestival. Twee jaar later brachten ze samen de single You Said uit. Dit werd opgenomen voor discotheek "Boule 7" in Noordwijk aan Zee.
In de jaren tachtig is Sluik gaan werken als producer bij Endemol Nederland. Hij produceerde programma's als de Mini-playbackshow en de Soundmixshow. Hierna was hij nog enige tijd werkzaam bij The Entertainment Group in Hilversum.

## Tv-programma's
Sluik produceerde programma's als:
- (1984-1990) Miniplaybackshow
- (1983-1985) Playbackshow
- (1986) Hartengala

- (1987) CD Awards Gala
- (1988-1998) Surpriseshow
- (1985-2004) Soundmixshow
- (1999-2001) Love Test
- (1999-2006) In Holland staat een huis
- (2003-2004) Dancing on ice
- (2001-2002) Love Test
- (2002-2003) De Perfecte Partner
- (2004-2008) Uitstel van executie

## Discografie

### Singles
| Single met eventuele hitnotering(en) in de Nederlandse Top 40 | Datum van verschijnen | Datum van binnenkomst | Hoogste positie | Aantal weken | Opmerkingen       |
| ------------------------------------------------------------- | --------------------- | --------------------- | --------------- | ------------ | ----------------- |
| You Said                                                      | 1970                  | -                     |                 |              | met Henny Huisman |